# 卡雷里
卡雷里（義大利語：Careri），是意大利雷焦卡拉布里亚省的一个市镇。总面积38平方公里，人口2363人，人口密度62.2人/平方公里（2009年）。ISTAT代码为080023。